# حمود الجائفی
حمود الجائفی (عربی: حمود الجائفي؛ ۱۹۱۸ – ۲۲ مارس ۱۹۸۵) سیاستمدار اهل یمن بود. وی از ۲۹ آوریل ۱۹۶۴ تا ۶ ژانویه ۱۹۶۵ نخست‌وزیر جمهوری عربی یمن بود.
حمود الجائفی در ۲۲ مارس ۱۹۸۵، در سن ۶۷ سالگی در قاهره درگذشت.